# Catherine Adipo
Catherine Adipo (còn được gọi là Catherine Constance Adipo  và Catherine Adipo Wejuli ) là một nhà thể thao người Áo, quản trị viên thể thao và là nữ trọng tài FIFA đầu tiên ở Uganda cũng như Đông và Trung Phi.

## Hoàn cảnh và giáo dục
Adipo là một trong 16 đứa trẻ được sinh ra từ cuối Reverend Canon Kezironi Wejuli và Abisiagi Wejuli.
Adipo theo học tại Trường tích hợp Busia, Trường cao đẳng Mt.St.Mary, Namagunga  và King College Budo. Cô tốt nghiệp Đại học Makerere với bằng Cử nhân Nghệ thuật Địa lý và Ngôn ngữ năm 1987. Cô cũng có bằng sau đại học về Giáo dục tại Đại học Makerere  và bằng Thạc sĩ Khoa học Thể thao của Đại học Kyambogo.

## Sự nghiệp

### Sự nghiệp thi đấu
- Nổi bật như một trung tâm cho câu lạc bộ bóng chuyền địa phương Câu lạc bộ bóng chuyền nghiệp dư Kampala (KAVC) [7]
- 1982 - Đội trưởng đội tuyển nữ quốc gia (Bóng chuyền)

### Sự nghiệp chuyên nghiệp
- 1988 - Người tình trò chơi và huấn luyện viên bóng đá, Trường đại học Makerere [4]
- 1989 - Trải qua khóa đào tạo trọng tài và gia nhập Hiệp hội trọng tài ở Uganda
- 1995 - Đạt được Huy hiệu FIFA do đó trở thành trọng tài FIFA phụ nữ đầu tiên ở Uganda
- 1991- 1997 - Cán bộ thể thao, Hội đồng thành phố Kampala [4]
- 2005 - Giảng viên, Khoa học Vật lý, Đại học Kyambogo [8]
- 2006 - ngày - Giảng viên FIFA / CAF
- 2015 - Phó Chủ tịch Ủy ban Thường vụ Trọng tài FUFA [9]

## Thành tích và sự xuất hiện đáng chú ý
- 1995 - Trọng tài FIFA người phụ nữ đầu tiên ở Ucraina
- 2000 - Trọng tài, 2000 Giải vô địch nữ châu Phi, Nam Phi
- 2002 - Trọng tài, Giải vô địch nữ châu Phi 2002, Nigeria
- 2003 - Trọng tài trung tâm, Vòng hai CAF, Vòng loại Olympic bóng đá nữ giữa Angola và Zimbabwe [10]
- 2004 - Trọng tài, Giải vô địch nữ châu Phi 2004, Nam Phi

## Tranh cãi
Vào năm 2011, người ta đã cáo buộc rằng khi còn là giảng viên của Đại học Kyambogo, Adipo đã tới Trung Quốc bằng vé của Ủy ban Thế vận hội ở Uganda để đại diện cho tổ chức nhưng cô không phải là thành viên của tổ chức này.

## Cuộc sống cá nhân
Adipo đã kết hôn và có hai con.